# Вікул Сергій Павлович
Сергі́й Па́влович Ві́кул (25 жовтня 1890, Вінниця — 3 листопада 1937, Сандармох) — український громадський і політичний діяч, журналіст, видавець. Член Української Центральної Ради. Жертва сталінського терору.

## Біографія
Сергій Вікул народився 25 жовтня 1890 року у Вінниці у сім'ї священика. 
Батько Старої Вінниці парафіяльний священик Павло Юстинович Вікул, мати Євгенія Олексіївна Вікул.
Навчався у місцевій реальній школі, на юридичному факультеті Петербурзького університету.
Член Української соціал-демократичної робітничої партії (УСДРП). У 1916—1917 роках редагував газету «Наше життя» (орган Петроградського комітету УСДРП).
1917 року обраний членом Української Центральної Ради. Був співпрацівником «Робітничої газети». 1919 року Вікул розійшовся з лінією ЦК УСДРП щодо ставлення до радянської влади, виїхав до Німеччини, де розпочав створення так званої української комуністичної групи.
1928 року повернувся в Україну. Працював членом колегії ЦСУ УСРР, заступником директора Інституту історії партії та Жовтневої революції при ЦК КП(б)У. 1930 року перейшов на видавничу роботу.
5 травня 1933 року Вікула заарештували за звинуваченням у націоналізмі та шпигунській діяльності на користь Німеччини. 25 вересня 1933 року Вікула засудили до 10 років ВТТ. Відбував покарання на Соловках. 9 жовтня 1937 засуджений до страти. Розстріляний 3 листопада 1937 в Карелії (урочище Сандармох).
Посмертно реабілітований в СРСР Військовим трибуналом Київського військового округу 1959 р.; у незалежній Україні — 1992 року.

## Твори
- Вікул С. Автономія України. Київ: Видав. т-во "Криниця", 1917. 15 c.
- Вікул С. До історії розламу в КПЗУ // „Комуніст", 1928, № 49
- Вікул С. До коріння націоналізму га опортунізму // „Більшовик України", 1928, №5.
- Вікул С. Міські вибори на Зах. Укр. і КПЗУ // „Більшовик України", 1927, № 9, с. 87—95.
- Вікул С. Новий щабель класової боротьби на Західній Україні // „Більшовик України“, 1927, № 5, с. 107—115.
- Вікул С. Причинок до історії розламу в КПЗУ // „Комуніст", 1928, 25/II.

## Переклади
- Каутській К. Економічна наука Карла Маркса. З девятого німецького видання переклав С. Вікул, під. ред. М. Порша. Київ. 1918 р. Вид. „Знаття, то — сила".